# Ashford (Alabama)
Ashford is een plaats (city) in de Amerikaanse staat Alabama, en valt bestuurlijk gezien onder Houston County.

## Demografie
Bij de volkstelling in 2000 werd het aantal inwoners vastgesteld op 1853.
In 2006 is het aantal inwoners door het United States Census Bureau geschat op 1952, een stijging van 99 (5,3%).

## Geografie
Volgens het United States Census Bureau beslaat de plaats een oppervlakte van
15,8 km², geheel bestaande uit land. Ashford ligt op ongeveer 96 m boven zeeniveau.

## Nabijgelegen plaatsen
De onderstaande figuur toont de plaatsen in de directe omgeving van Ashford. Een gele markeerstip geeft aan dat de plaats meer dan 20.000 inwoners telt, een zwarte stip geeft aan dat de plaats minder dan 20.000 inwoners telt.